# كولن روبرتسون (دبلوماسي)
كولن روبرتسون هو دبلوماسي كندي، ولد في 27 نوفمبر 1954.